# 哥达号列车
哥达（義大利語：Gottardo）是曾运营于瑞士苏黎世至意大利米兰间一班长途列车所使用的名称，由瑞士联邦铁路及意大利国家铁路在1961年至2002年间共同开行。其命名源自圣哥达山口的意大利语称谓，这是连接瑞士乌里州和提契諾州的阿尔卑斯山鞍部，也是连接瑞士和意大利的重要通道之一。列车曾先后被纳入全欧快车、欧城列车、城际列车及欧洲夜车等类别，直至2002年停运。

## 全欧快车
1957年，全欧快车网络正式建立，初期主要使用柴联车运营。但参与国之一瑞士境内的线路多为陡峭的山区，柴联车在这些线路中的牵引力不足，因此瑞士联邦铁路一直致力于研发一款牵引力更强的电联车或电力机车。而连接瑞士苏黎世至意大利米兰的哥达铁路正是一条崎岖的线路，列车在途经聖哥達山口时，需要连续穿越坡度高达25‰的聖哥達鐵路隧道。

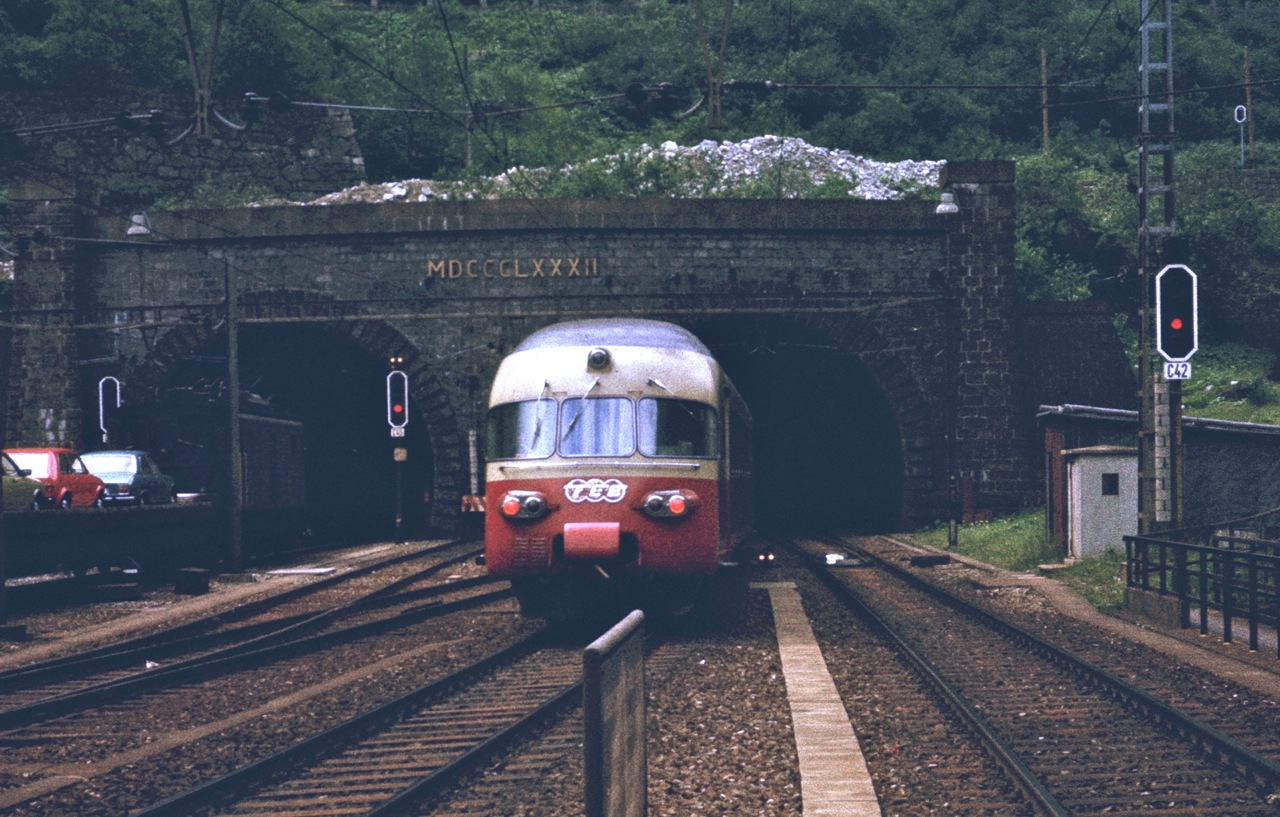
即将驶入圣哥达铁路隧道的哥达号

1961年7月1日，当新造的RAe TEE II型电联车投入运营后，瑞士联邦铁路及意大利国家铁路共同在苏黎世火车总站至米兰中央车站间开行两班全欧快车服务，分别以列车途经的圣哥达山口和提契諾州命名。这些动车组都配备有空调，初期采取五节编组，其中包括一节由瑞士餐车公司（Swiss Restaurant Car Company）经营的餐车。
哥达号最初的运行时刻表是在早晨南行、傍晚北行，同时另一班全欧快车提契诺号则是在相同的线路中提供早晨北行、下午南行的服务，并一直维持至后者于1974年停运。列车的单程运行时间为4小时，平均速度为73公里/小时，低于全欧快车的平均水平，这主要是因为列车在圣哥达铁路隧道受到限速的影响。同时由于其运行线路纵贯风景秀丽的哥达铁路，并纵贯著名的圣哥达山口，因而在福多爾公司出版的旅遊指南中，曾将哥达号及提契诺号共用的这条铁路线列为欧洲景观最优美的火车路线之一。
1965年，哥达号的北端始发/终到站从苏黎世被延长至巴塞尔。然而，至1969年，北行的路线又被缩减回苏黎世，只有南行列车设在巴塞尔始发，并经苏黎世前往米兰。以下为列车在1971年夏季的时刻表：
| TEE59次 | TEE59次 | 停靠站 | TEE58次 | TEE58次 |
| 里程    | 时刻    | 停靠站 | 时刻    | 里程    |
| ------- | ------- | ------ | ------- | ------- |
| 0       | 07:37   | 巴塞尔 | －      | 381     |
| 88      | 08:50   | 苏黎世 | 20:56   | 293     |
| 304     | 11:39   | 卢加诺 | 19:03   | 77      |
| 335     | 13:04   | 科莫   | 18:35   | 46      |
| 381     | 13:37   | 米兰   | 18:00   | 0       |

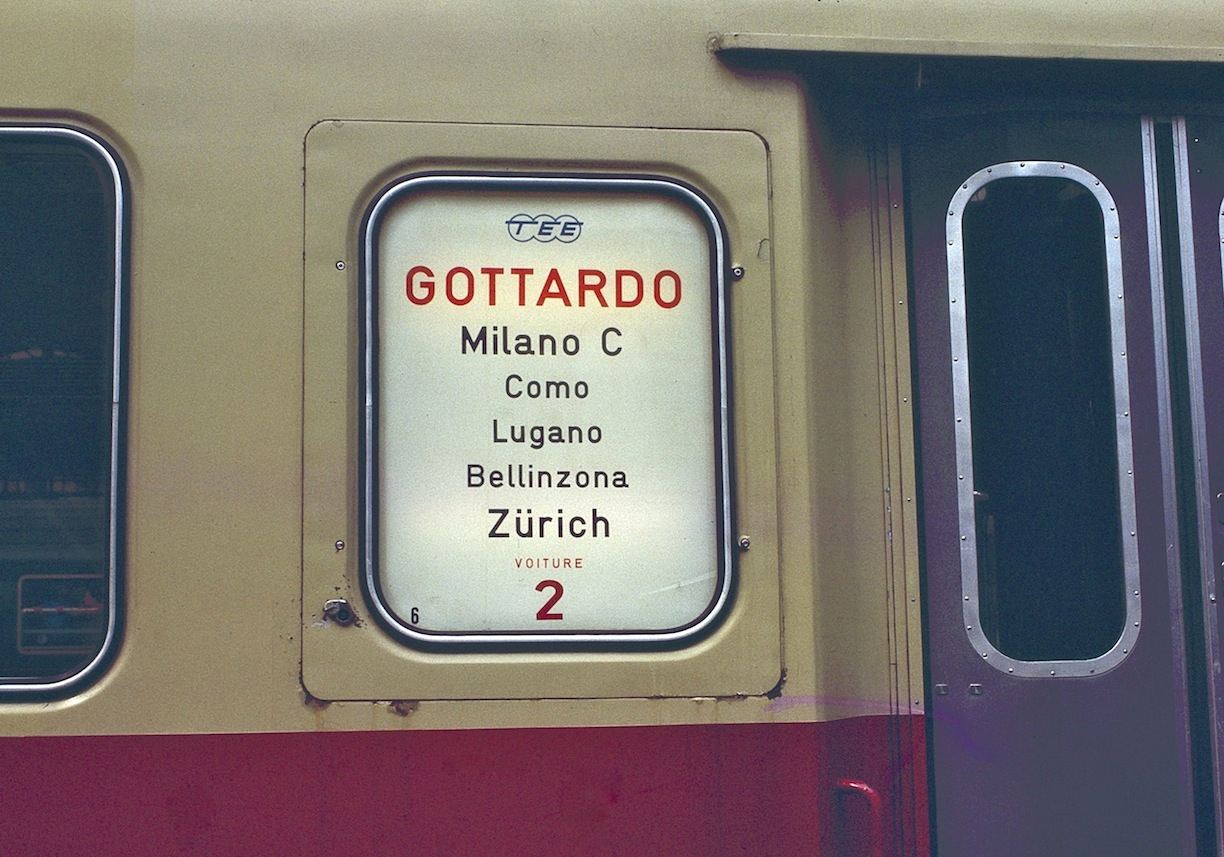
哥达号的行车水牌（1983年）

在1974年的夏季时刻表更替中，哥达号的南端始发/终到站也从米兰延长至热那亚，但这部分运营仅在夏季时刻表中执行。列车抵达热那亚“对于同一列动车组而言只有刚好足够的周转时间返程”并在当日返抵苏黎世。延长部分一直维持在每年夏季运营直至1979年，但自1980年开始则不再重启。
巴塞尔至苏黎世的南行部分自1979年后被调整为仅在工作日（周一至周五）开行，并在1982年遭到完全取消，哥达号的运营路线再次恢复到苏黎世－米兰区间。
在1987年5月后，哥达号成为全欧快车网络中仅剩的唯一一班国际列车，而其他所有提供国际服务的全欧快车都在同年5月31日前被转变为搭载两舱车厢等级的欧城列车类别或停运。在这一时期，哥达号的南行线路被延长至距离苏黎世不远的苏黎世机场始发，但北行的线路则继续维持在苏黎世火车总站终到。

## 后续运营

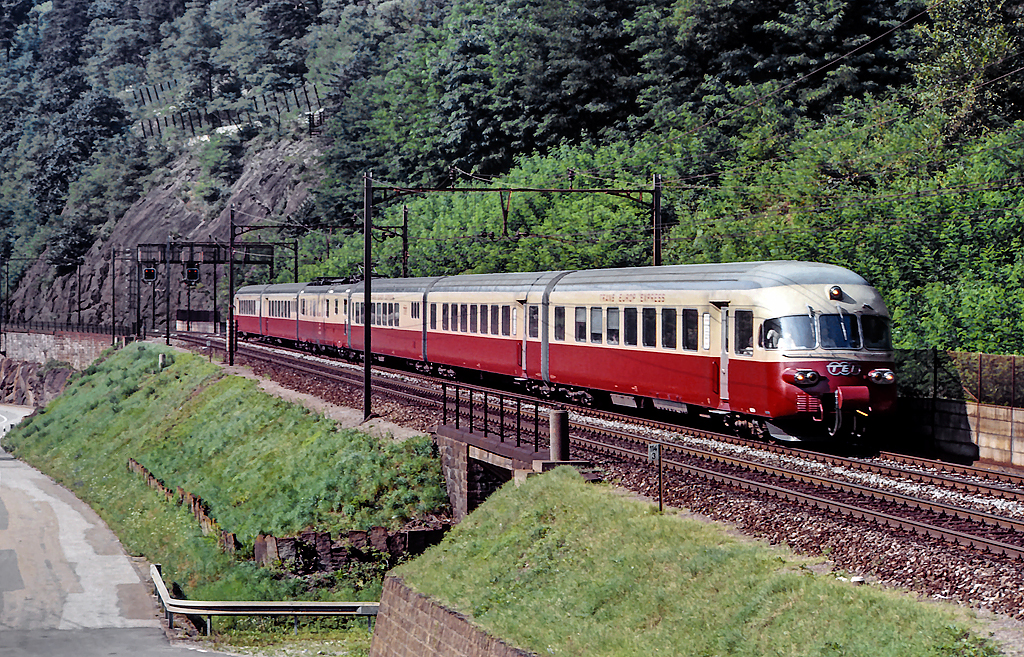
行驶于科莫附近的哥达号（1988年）

1988年9月24日，哥达号作为最后一班全欧快车被纳入欧城列车类别，但这一头衔在几年后不复存在，因巴黎至布鲁塞尔之间在1993至1995年重新又以全欧快车的名义短暂开行过列车服务。为应对哥达号在1988年由全欧快车转变为欧城列车，瑞士联邦铁路对部分RAe TEE II型电联车进行了修改，将编组中的部分一等车厢调整为二等车厢。这些经过修改的动车组重新以“RABe EC型电联车”的名义继续在哥达号服役直至1994年。
1990年，哥达号的南行线路被延长9公里至温特图尔始发，北行线路则仍然维持在苏黎世终到。同时新开行了一班利用同样车型担当的欧城列车孟佐尼号，新列车的运行路线与哥达号相同，但经停点较少，因而行车时间也更短。在1991年6月，哥达号的南行线路被再次缩短至苏黎世机场始发。
1994年7月22日，一班自苏黎世南行的哥达号在圣哥达山口附近的法伊多发生脱轨事故。受到事故影响，哥达号的运营车辆自同年8月8日起被替换为机车牵引的推挽式车厢。由于推挽式车厢的速度低下以及需要在基亚索更换牵引机车，苏黎世至米兰之间的运行时间也相应延长了26分钟，达到4小时28分。1995年5月28日，列车被重新归类为城际列车，停站与其它城际列车相仿，但南行的始发站被设在了德国斯图加特。
1997年6月1日，采用摆式列车运营的齐萨尔皮诺开始在苏黎世至米兰间投入服务，每日提供两个来回的班次。两地间的行车时间仅需3小时40分，比城际列车缩短了48分钟。受此影响，哥达号转变为欧洲夜车类别，提供苏黎世至罗马间的夜间列车服务。2002年6月，哥达号又被采用新路线运行的欧洲夜车罗马号（EN Roma）所取代，后者由苏黎世和巴塞尔分别出发，经施皮茨和布里格至罗马，此前运营的版本则在布里格加挂入罗马号。

## 机车车辆
哥达号在全欧快车时代采用RAe TEE II型电联车担当运营。这是为了能快速通过圣哥达铁路隧道25‰的坡度，瑞士联邦铁路在1961年专为国际线路的全欧快车所研发的动车组。它能兼容欧洲四种主流铁路系统的电压制式（1500伏/3000伏直流电，25千伏50赫兹/25千伏16⅔交流电）。车组采用固定编组，动力车设于列车的中部车厢，该节车厢不提供载客，本质上是一款動力集中式列車。列车的最高速度为160公里/小时，车体采用瑞士的轻量型车厢设计。
列车在1961年投入运营之初采取5节编组，包括头、尾两节控制车、一节动力车、一节拖车及一节餐车。由于开放座车在全欧快车中的良好口碑，列车的座位全数为设为一等席别的开放座车，每节定员42人。此外，由于在此前由瑞士联邦铁路及荷兰铁路合作生产的RAm TEE型柴联车中，餐车为就餐区及厨房各占一半的合造车，其窄小的空间饱受诟病，因此在新造的RAe TEE II型电联车中，餐车三分之二的空间被划作就餐区，其余的三分之一则被设计为吧台。
从1961年至1974年，共有4组RAe TEE II型电联车被运用于齐萨尔平号、哥达号和提契诺号等全欧快车之间，它们轮番执行一个为期四天的套跑任务：
| 日数  | 列车               | 区间               |
| ----- | ------------------ | ------------------ |
| 第1日 | 哥达号             | 苏黎世 → 米兰      |
| 第1日 | 齐萨尔平号         | 米兰 → 巴黎        |
| 第2日 | 齐萨尔平号         | 巴黎 → 米兰        |
| 第3日 | 提契诺号           | 米兰 → 苏黎世      |
| 第3日 | 提契诺号           | 苏黎世 → 米兰      |
| 第3日 | 哥达号             | 米兰 → 苏黎世      |
| 第4日 | 保养维护（苏黎世） | 保养维护（苏黎世） |

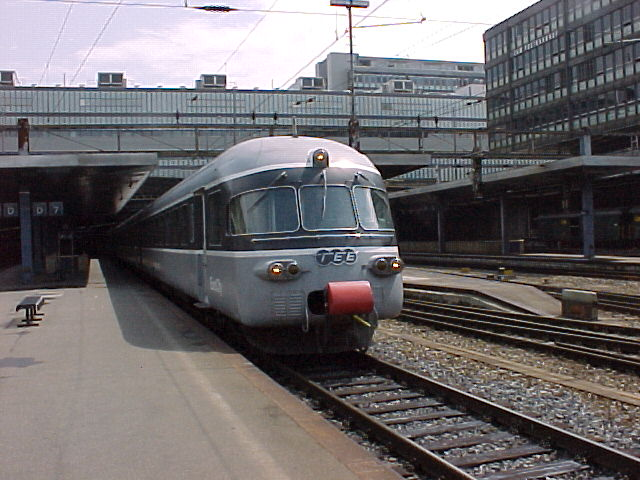
RABe EC型电联车

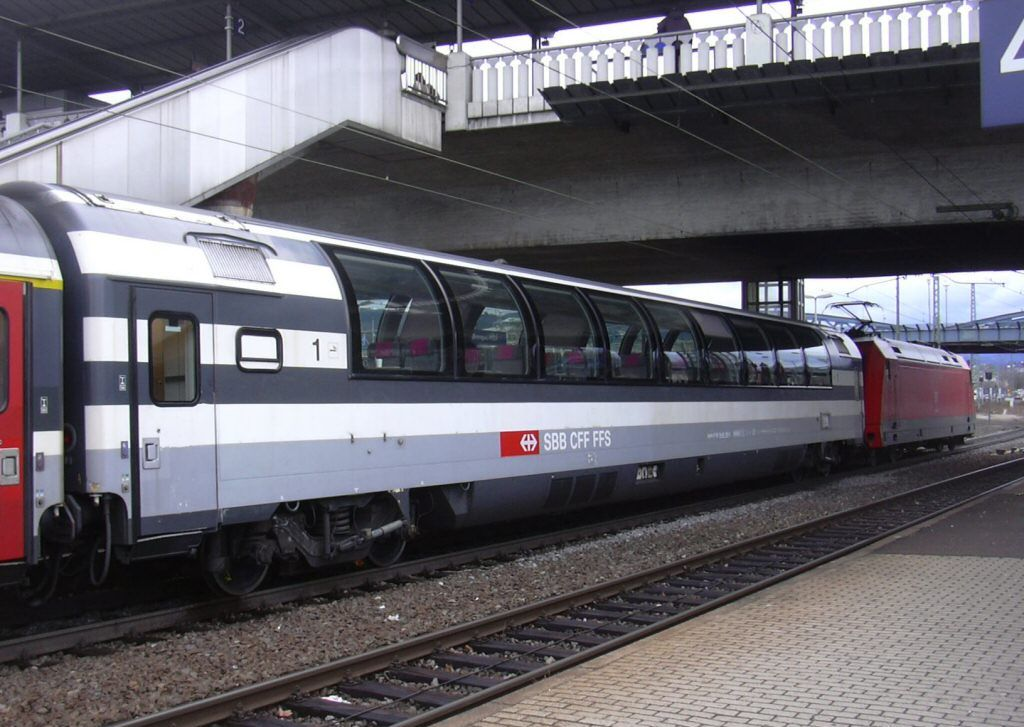
瑞士联邦铁路的全景座车

自1966年10月1日起，RAe TEE II型电联车在编组中加入一节拖车，使得编组变为6节。而动力车的设计在最初便已为六节编组预留了足够的动力输出。1974年5月26日，因提契诺号改用电力机车牵引的推挽式车厢，RAe TEE II型电联车又开始在雪绒花号、鸢尾花号、齐萨尔平号和哥达号四班全欧快车之间担当套跑任务。其中雪绒花号及鸢尾花号需要使用到四种电压制式，因为这些线路穿越了五个国家；而哥达号的服务线路虽然只通达两个国家，但它们也使用不同的电流制式。搭载多电压制式受电弓的RAe TEE II型电联车允许哥达号可以无需停站直接穿越瑞士及意大利的边境基亚索。但在这条线路上运营的其它列车则因线路电压的差异而必需在边境停站，再分别换挂意大利或瑞士的机车。当鸢尾花号在1981年降格为城际列车后，哥达号成为唯一一班于卢加诺－科莫区间不在边境车站基亚索停靠的定期客运列车。边检人员的护照检查工作则在行驶的列车中完成。
1988年9月25日，因哥达号被纳入欧城列车类别，RAe TEE II型电联车也进行了相应改造以符合该类别的两舱需求。其中两节一等车厢被转化为二等车厢；餐车的吧台部分也被移除，改造为二等沙龙座椅。至此，列车的定员为一等座84人、二等座108人和二等沙龙座39人。经过改造的车组被重命名为RABe EC型电联车，涂装也由原全欧快车的栗色+淡褐色配色更改为灰、白两色，它也因此获得了“灰老鼠”（graue maus）的昵称。
1994年8月8日，受到RABe EC型电联车脱轨事故的影响，哥达号改用由电力机车牵引的推挽式车厢运营，牵引机车需要在基亚索进行换挂。在1995年的夏季时刻表中，瑞士联邦铁路又在车厢编组中增设了便于观光的全景座车。

## 脚註
1. ↑  Mertens & Malaspina 2007，第60-62頁.
2. ↑  Mertens & Malaspina 2007，第222頁.
3. ↑  Mertens & Malaspina 2007，第226頁.
4. 1 2  Cook 1963，第58頁.
5. 1 2  Cook 1974，第465頁.
6. 1 2  Tennant 1975，第97頁.
7. ↑  Cook 1969，第4頁.
8. ↑  Nock 1978，第86頁.
9. ↑  Cook 1980，第68頁.
10. ↑  Cook 1979，第68頁.
11. ↑  Mertens & Malaspina 2008，第222頁.
12. 1 2  Cook 1987，第66頁.
13. 1 2  Cook 1988，第6頁.
14. 1 2  Haydock 1996，第22-24頁.
15. ↑  Cook 1990，第3頁.
16. ↑  Cook 1991，第69頁.
17. 1 2 3  Malaspina 2005，第121-122頁.
18. 1 2  Collardey 1996，第51-53頁.
19. 1 2  Malaspina 2005，第122-125頁.
20. ↑  Cook 1997，第28頁.
21. ↑  Cook 2002，第3頁.
22. 1 2  窪田太郎 1961，第25-27頁.
23. 1 2  Mertens & Malaspina 2007，第62-64頁.
24. ↑  Mertens & Malaspina 2007，第64-65頁.